# محمدرضا علیقلی
محمدرضا علیقلی (زاده ۱۳۳۹ خورشیدی در تهران) آهنگساز اهل ایران است. او ۱۵ بار نامزد دریافت سیمرغ بلورین بهترین موسیقی متن از جشنواره فیلم فجر شده‌است و ۴ بار از این دفعات را موفق به کسب سیمرغ بلورین شده‌ است.

## زندگی‌نامه
وی به سال ۱۳۳۹ در تهران متولد شد و از ۱۴ سالگی زیر نظر وانکو نایدنف بلغاری شروع به آموختن نوازندگی ترومبون و آهنگسازی کرد. او آموزش موسیقی را  چند سال بعد فعالیت حرفه‌ای خود را با ساخت موسیقی برای چند سریال تلویزیونی و تئاتر آغاز کرد.

## فعالیت‌ها
علیقلی موسیقی متن برای بیش از ده‌ها فیلم و سریال آهنگسازی کرده که فیلم‌های خیلی دور، خیلی نزدیک به کارگردانی رضا میرکریمی، نرگس به کارگردانی رخشان بنی اعتماد، قدمگاه به کارگردانی محمدمهدی عسگرپور و دو فیلم امکان مینا به کارگردانی کمال تبریزی و دختر به کارگردانی رضا میرکریمی چهار بار برنده سیمرغ بلورین بهترین موسیقی متن فیلم از جشنواره بین‌المللی فیلم فجر شده‌است.
علیقلی یکی از تهیه‌کنندگان فیلم مجنون در کنار مسعود کرامتی و رسول ملاقلی‌پور بوده است. وی همچنین برادر «محمود (سیامک) علیقلی» خواننده و مجری رادیو و تلویزیون است. از آهنگ‌های مشهور سیامک علیقلی، «بوی بهار» (آب زنید راه را) به آهنگسازی حسن ریاحی و «خلیج فارس» (خاک) است که در آلبوم «فصل ایثار» منتشر شده است. با این وجود، این دو برادر همکاری‌های گوناگونی با هم داشته‌اند. به گونه‌ای که آواز سیامک علیقلی در موسیقی متن‌های گوناگون محمدرضا علیقلی مانند موسیقی فیلم سینمایی «پناهنده»،‌  «حماسهٔ مجنون» و سرود روزهای هفته شنیده می‌شود.
محمدرضا علیقلی در دی ماه ۱۳۹۶ لوح تقدیر بهترین موسیقی متن را از جشنواره فصلی "ASIANS ON FILM" آمریکا برای انیمیشن «چشم‌انداز خالی» به کارگردانی علی زارع قنات نوی کسب کرد.
از دیگر آثار وی ساخت پوئم سمفونیک «آب تشنه» است که به توصیف واقعه عاشورا در قالب یک داستان کلی و قصه‌های کوتاه می‌پردازد. این اثر در تاریخ ۱ و ۲ آبان ۱۳۹۸ توسط ارکستر ملی ایران و گروه کر به رهبری سهراب کاشف به روی صحنه رفت.

## آثار

### فیلم
| سال تولید | فیلم                   | کارگردان            | سیمرغ بلورین |
| --------- | ---------------------- | ------------------- | ------------ |
| ۱۳۶۱      | رهایی                  | رسول صدر عاملی      |              |
| ۱۳۶۲      | بازجویی یک جنایت       | محمدعلی سجادی       |              |
| ۱۳۶۲      | یاد                    | عباس شیخ‌بابایی      |              |
| ۱۳۶۳      | میلاد                  | ابوالفضل جلیلی      |              |
| ۱۳۶۴      | بهار                   | ابوالفضل جلیلی      |              |
| ۱۳۶۴      | تنوره دیو              | کیانوش عیاری        |              |
| ۱۳۶۴      | خط پایان               | محمدعلی طالبی       |              |
| ۱۳۶۴      | شهر موش‌ها              | محمدعلی طالبی       |              |
| ۱۳۶۴      | مدار بسته              | رحمان رضایی         |              |
| ۱۳۶۵      | بی‌پناه                 | علیرضا داوودنژاد    |              |
| ۱۳۶۵      | پرواز در شب            | رسول ملاقلی‌پور      | نامزدشده     |
| ۱۳۶۵      | تصویر آخر              | مهدی صباغ‌زاده       |              |
| ۱۳۶۵      | جدال                   | محمدعلی سجادی       |              |
| ۱۳۶۵      | حریم مهرورزی           | ناصر غلامرضایی      |              |
| ۱۳۶۶      | تحفه‌ها                 | ابراهیم وحیدزاده    |              |
| ۱۳۶۶      | جهیزیه‌ای برای رباب     | سیامک شایقی         | نامزدشده     |
| ۱۳۶۶      | خارج از محدوده         | رخشان بنی اعتماد    |              |
| ۱۳۶۶      | رد پایی بر شن          | محمدرضا هنرمند      |              |
| ۱۳۶۶      | شرایط عینی             | احمدرضا گرشاسبی     |              |
| ۱۳۶۶      | گنج                    | محمدعلی سجادی       |              |
| ۱۳۶۶      | محموله                 | سیروس الوند         |              |
| ۱۳۶۷      | انسان و اسلحه          | مجتبی راعی          |              |
| ۱۳۶۷      | گلنار                  | کامبوزیا پرتوی      |              |
| ۱۳۶۷      | ستاره و الماس          | سیامک شایقی         |              |
| ۱۳۶۷      | افق                    | رسول ملاقلی‌پور      |              |
| ۱۳۶۷      | مشق شب                 | عباس کیارستمی       |              |
| ۱۳۶۸      | پاتال و آرزوهای کوچک   | مسعود کرامتی        |              |
| ۱۳۶۸      | آخرین مهلت             | پرویز تأییدی        |              |
| ۱۳۶۸      | بازی تمام شد           | مهدی صباغ‌زاده       |              |
| ۱۳۶۸      | پول خارجی              | رخشان بنی اعتماد    |              |
| ۱۳۶۸      | دزد عروسک‌ها            | محمدرضا هنرمند      |              |
| ۱۳۶۹      | آب را گل نکنید         | شهریار بحرانی       |              |
| ۱۳۶۹      | حکایت آن مرد خوشبخت    | رضا حیدرنژاد        |              |
| ۱۳۶۹      | مجنون                  | رسول ملاقلی‌پور      |              |
| ۱۳۷۰      | بدوک                   | مجید مجیدی          | نامزدشده     |
| ۱۳۷۰      | خانه خلوت              | مهدی صباغ‌زاده       |              |
| ۱۳۷۰      | خمره                   | ابراهیم فروزش       |              |
| ۱۳۷۰      | دندان طلا              | حسین فردرو          |              |
| ۱۳۷۰      | سهند دریا              | عبدالجبار دلدار     |              |
| ۱۳۷۰      | عملیات کرکوک           | جمال شورجه          |              |
| ۱۳۷۰      | مدرسه پیرمردها         | سیدعلی سجادی حسینی  |              |
| ۱۳۷۰      | خطا                    | محمدرضا سرهنگی      |              |
| ۱۳۷۰      | مرغابی وحشی            | مسعود کرامتی        |              |
| ۱۳۷۰      | مرغ و همسایه           | عباس احمدی مطلق     |              |
| ۱۳۷۰      | نرگس                   | رخشان بنی اعتماد    | برنده        |
| ۱۳۷۰      | نیاز                   | علیرضا داوودنژاد    |              |
| ۱۳۷۰      | خطا                    | محمدرضا سرهنگی      |              |
| ۱۳۷۱      | باز باران              | محسن محسنی نسب      |              |
| ۱۳۷۱      | لبه تیغ                | جمال شورجه          |              |
| ۱۳۷۱      | تیک تاک                | محمدعلی طالبی       |              |
| ۱۳۷۱      | مجسمه                  | ابراهیم وحیدزاده    |              |
| ۱۳۷۱      | مریم و میتیل           | فتحعلی اویسی        |              |
| ۱۳۷۱      | بر بال فرشتگان         | جواد شمقدری         | نامزدشده     |
| ۱۳۷۱      | راز چشمه سرخ           | سیدعلی سجادی حسینی  | نامزدشده     |
| ۱۳۷۱      | آخرین آبادی            | مجید مجیدی          |              |
| ۱۳۷۱      | خسوف                   | رسول ملاقلی‌پور      |              |
| ۱۳۷۱      | چکمه                   | محمدعلی طالبی       |              |
| ۱۳۷۱      | حمله خرچنگ‌ها           | پرویز تأییدی        |              |
| ۱۳۷۲      | تیک تاک                | محمدعلی طالبی       |              |
| ۱۳۷۲      | رؤیای نیمه شب تابستان  | داریوش مؤدبیان      |              |
| ۱۳۷۲      | جای امن                | مجتبی راعی          |              |
| ۱۳۷۲      | حماسه مجنون            | جمال شورجه          | نامزدشده     |
| ۱۳۷۲      | سجاده آتش              | احمد مرادپور        |              |
| ۱۳۷۳      | کلاه قرمزی و پسرخاله   | ایرج طهماسب         |              |
| ۱۳۷۳      | خط آتش                 | سیدعلی سجادی حسینی  |              |
| ۱۳۷۳      | منطقه ممنوع            | رضا جعفری           |              |
| ۱۳۷۳      | کوچه و موزه            | کاظم بلوچی          |              |
| ۱۳۷۲      | پناهنده                | رسول ملاقلی‌پور      |              |
| ۱۳۷۳      | سالهای بیقراری         | مسعود نوابی         |              |
| ۱۳۷۳      | به خاطر هانیه          | کیومرث پوراحمد      |              |
| ۱۳۷۳      | کوسه‌ها                 | حمیدرضا آشتیانی پور |              |
| ۱۳۷۴      | عاشقانه                | علیرضا داوودنژاد    |              |
| ۱۳۷۳      | بازگشت از بوداپست      | رامبد لطفی          |              |
| ۱۳۷۴      | براده‌های خورشید        | محمدحسین حقیقی      |              |
| ۱۳۷۴      | تعطیلات تابستانی       | فریدون حسن پور      |              |
| ۱۳۷۴      | دکل                    | عبدالحسن برزیده     |              |
| ۱۳۷۴      | خدا می‌آید              | مجید مجیدی          |              |
| ۱۳۷۴      | پدر                    | مجید مجیدی          |              |
| ۱۳۷۴      | لبنان عشق من           | حسن کاربخش          |              |
| ۱۳۷۴      | دایره سرخ              | جمال شورجه          |              |
| ۱۳۷۴      | ماه و خورشید           | محمدحسین حقیقی      |              |
| ۱۳۷۵      | سجده بر آب             | حمید خیرالدین       |              |
| ۱۳۷۵      | کمین                   | حمید خیرالدین       |              |
| ۱۳۷۵      | معجزه خنده             | یدالله صمدی         |              |
| ۱۳۷۶      | روانی                  | داریوش فرهنگ        |              |
| ۱۳۷۶      | جان‌سخت                 | علی اکبر ثقفی       |              |
| ۱۳۷۶      | خلبان                  | جمال شورجه          |              |
| ۱۳۷۶      | مهره                   | محمدعلی سجادی       |              |
| ۱۳۷۶      | تنها                   | علی قوی‌تن           |              |
| ۱۳۷۶      | یاس‌های وحشی            | محسن محسنی نسب      |              |
| ۱۳۷۷      | مرد عوضی               | محمدرضا هنرمند      |              |
| ۱۳۷۷      | روبان قرمز             | ابراهیم حاتمی کیا   | نامزدشده     |
| ۱۳۷۷      | پرواز خاموش            | عبدالحسن برزیده     |              |
| ۱۳۷۸      | شوخی                   | همایون اسعدیان      |              |
| ۱۳۷۸      | تکیه بر باد            | داریوش فرهنگ        |              |
| ۱۳۷۸      | مثلث آبی               | هدی صابر            |              |
| ۱۳۷۸      | بازیگر                 | محمدعلی سجادی       |              |
| ۱۳۷۸      | مومیایی ۳              | محمدرضا هنرمند      |              |
| ۱۳۷۸      | متولد ماه مهر          | احمدرضا درویش       | نامزدشده     |
| ۱۳۷۸      | مرد بارانی             | ابوالحسن داوودی     |              |
| ۱۳۷۸      | دارا و ندار            | فریدون حسن پور      |              |
| ۱۳۷۹      | زیر نور ماه            | رضا میرکریمی        | نامزدشده     |
| ۱۳۷۹      | شب‌های تهران            | داریوش فرهنگ        |              |
| ۱۳۷۹      | یاد و یادگار           | مصطفی رزاق کریمی    |              |
| ۱۳۷۹      | موج مرده               | ابراهیم حاتمی کیا   |              |
| ۱۳۷۹      | آواز قو                | سعید اسدی           |              |
| ۱۳۸۰      | نگین                   | اصغر هاشمی          |              |
| ۱۳۸۰      | نان و عشق و موتور هزار | ابوالحسن داوودی     |              |
| ۱۳۸۰      | ارتفاع پست             | ابراهیم حاتمی کیا   |              |
| ۱۳۸۰      | دختر شیرینی فروش       | ایرج طهماسب         |              |
| ۱۳۸۱      | کودکانه                | مسعود کرامتی        |              |
| ۱۳۸۱      | روز کارنامه            | مسعود کرامتی        |              |
| ۱۳۸۱      | عشق فیلم               | ابراهیم وحیدزاده    |              |
| ۱۳۸۱      | کلاه قرمزی و سروناز    | ایرج طهماسب         |              |
| ۱۳۸۱      | اینجا چراغی روشن است   | رضا میرکریمی        |              |
| ۱۳۸۲      | قدمگاه                 | محمدمهدی عسگرپور    | برنده        |
| ‍۱۳۸۲       | هیام                   | محمد درمنش          |              |
| ۱۳۸۲      | شاه خاموش              | همایون شهنواز       |              |
| ۱۳۸۲      | معادله                 | ابراهیم وحیدزاده    |              |
| ۱۳۸۲      | خوابگاه دختران         | محمدحسین لطیفی      |              |
| ۱۳۸۲      | مارمولک                | کمال تبریزی         |              |
| ۱۳۸۳      | خیلی دور، خیلی نزدیک   | رضا میرکریمی        | برنده        |
| ۱۳۸۳      | مرزی برای زندگی        | رضا اعظمیان         |              |
| ۱۳۸۳      | غروب شد بیا            | انیسه شاه حسینی     |              |
| ۱۳۸۴      | سرخی سیب کال           | محمدعلی طالبی       |              |
| ۱۳۸۴      | تقاطع                  | ابوالحسن داوودی     |              |
| ۱۳۸۴      | زیر درخت هلو           | ایرج طهماسب         |              |
| ۱۳۸۴      | به نام پدر             | ابراهیم حاتمی کیا   | نامزدشده     |
| ۱۳۸۵      | حس پنهان               | مصطفی رزاق کریمی    |              |
| ۱۳۸۵      | دست‌های خالی            | ابوالقاسم طالبی     |              |
| ۱۳۸۵      | اقلیما                 | محمدمهدی عسگرپور    |              |
| ۱۳۸۶      | شب                     | رسول صدرعاملی       |              |
| ۱۳۸۶      | دیوار                  | محمدعلی طالبی       |              |
| ۱۳۸۶      | هرشب تنهایی            | رسول صدرعاملی       |              |
| ۱۳۸۶      | به همین سادگی          | رضا میرکریمی        |              |
| ۱۳۸۶      | پرچم‌های قلعه کاوه      | محمد نوری‌زاد        |              |
| ۱۳۸۷      | دعوت                   | ابراهیم حاتمی کیا   |              |
| ۱۳۸۷      | کتاب قانون             | مازیار میری         |              |
| ۱۳۸۷      | عصر روز دهم            | مجتبی راعی          |              |
| ‍۱۳۸۷       | تاکسی نارنجی           | ابراهیم وحیدزاده    |              |
| ۱۳۸۹      | یه حبه قند             | رضا میرکریمی        |              |
| ۱۳۹۰      | من و زیبا              | فریدون حسن پور      |              |
| ۱۳۹۰      | گلوگاه شیطان           | حمید بهمنی          |              |
| ۱۳۹۰      | روزهای زندگی           | پرویز شیخ طادی      | نامزدشده     |
| ۱۳۹۰      | کلاه قرمزی و بچه ننه   | ایرج طهماسب         |              |
| ۱۳۹۳      | پدر آن دیگری           | یدالله صمدی         |              |
| ۱۳۹۴      | دختر                   | رضا میرکریمی        | برنده        |
| ۱۳۹۴      | امکان مینا             | کمال تبریزی         | برنده        |
| ۱۳۹۵      | امپراطور جهنم          | پرویز شیخ طادی      |              |
| ۱۳۹۶      | هزارپا                 | ابوالحسن داوودی     |              |
| ۱۳۹۷      | ما همه باهم هستیم      | کمال تبریزی         |              |

### مجموعه تلویزیونی
| سال پخش     | مجموعه تلویزیونی   | کارگردان                   |
| ----------- | ------------------ | -------------------------- |
| ۱۳۶۰        | مثل‌آباد            | رضا ژیان                   |
| ۱۳۶۲        | داستان ریاضی‌دانان  | محمدعلی طالبی              |
| ۱۳۶۳–۱۳۶۰   | مدرسه موش‌ها        | مرضیه برومند               |
| ۱۳۶۷        | گل پامچال          | محمدعلی طالبی              |
| ۱۳۷۴        | عیاران             | کاظم بلوچی                 |
| ۱۳۷۵        | سیمرغ              | حسین قاسمی جامی            |
| ۱۳۷۵- ۱۳۷۶  | بچه‌های مدرسه همت   | رضا میرکریمی               |
| ۱۳۸۰        | خاک سرخ            | ابراهیم حاتمی کیا          |
| ۱۳۸۲        | روزهای به‌یادماندنی | همایون شهنواز، تورج منصوری |
| ۱۳۸۸ - ۱۳۹۷ | کلاه قرمزی         | ایرج طهماسب                |
| ۱۳۹۰        | شوق پرواز          | یدالله صمدی                |
| ۱۳۹۱        | حیات وحش ایران     | مانی میرصادقی              |
|             |                    |                            |

### آلبوم‌های منتشر شده
| سال انتشار | آلبوم                            | ناشر                                           | توضیحات |
| ---------- | -------------------------------- | ---------------------------------------------- | --- |
| ۱۳۶۴       | موسیقی فیلم شهر موش‌ها            | شهر داستان                                     | ترانه سرا : مرضیه برومند                                                                                             |
| ۱۳۶۷       | موسیقی فیلم گلنار                | سی بی اس - خانه ادبیات و هنر کودکان و نوجوانان | |
| ۱۳۷۳       | موسیقی فیلم کلاه قرمزی و پسرخاله | کانون فرهنگی هنری نی داوود                     | خواننده : حمید جبلی                                                                                                  |
| ۱۳۷۵       | سیمرغ                            | کانون فرهنگی هنری نی داوود                     | موسیقی متن مجموعه تلویزیونی «سیمرغ»                                                                                  |
| ۱۳۸۰       | آوای زمین                        | هرمس                                           | |
| ۱۳۸۰       | ماه کولی                         | هرمس                                           | |
| ۱۳۸۱       | جزیره قشم                        | هرمس                                           | آهنگسازی قطعه «زار» و هم‌سرایی در برخی دیگر از قطعه‌ها                                                                 |
| ۱۳۸۱       | خاک سرخ                          | کانون فرهنگی هنری نی داوود                     | |
| ۱۳۸۵       | خیلی دور، خیلی نزدیک             | هرمس                                           | |
| ۱۳۹۰       | با نوای کاروان                   | بنیاد حفظ و نشر ارزش‌های دفاع مقدس              | |
| ۱۳۹۱       | پرنده خیال (ترانه‌های کودکانه)    | آوای باربد                                     | تهیه شده در واحد موسیقی کانون پرورش فکری کودکان و نوجوانان                                                           |
| ۱۳۹۹       | پوئم سمفونیک آب تشنه             |                                                | با موضوع عاشورا |
| ۱۳۹۹       | پوئم سمفونیک ناصر                | مرکز موسیقی حوزه هنری                          | این پوئم سمفونی پیشتر در سال ۱۳۹۱ با نام «مرغ سحر» توسط معاونت هنری بنیاد حفظ و نشر ارزش‌های دفاع مقدس منتشر شده بود. |
| ۱۴۰۱       | پروین                            | مرکز موسیقی حوزه هنری                          | |